# Ejal Janilov
Ejal Janilov, v přepisu do angličtiny Eyal Yanilov (hebrejsky אייל ינילוב, narozen 1959), je hlavní instruktor sebeobranné techniky Krav maga ve společnosti Krav Maga Global.

## Biografie
Od roku 1973 studoval systém Krav Maga přímo u jeho zakladatele Imiho Sde-Ora (Lichtenfelda). Později byl jeho asistentem a od počátku 80. let následovníkem. Jako jediný člověk obdržel nejvyšší stupeň, udělený Imim Lichtenfeldem (Master level 3/Expert level 8) a vlastní „Founder’s Diploma of Excellence“ – Diplom dokonalosti od zakladatele.
Zpočátku působil v tréninkovém středisku, které Imi Lichtenfeld svěřil Elimu Avikzarovi a zastupoval Imiho při přípravě studentů na testování na expertní úrovně. Později, poté co se stal vedoucím Krav Maga Professional Committee, zodpovídal za další vývoj systému a také za seznamování seniorských instruktorů s jednotlivými změnami.
Rozšířil své aktivity i do zahraničí. V roce 1981 zahájil první kurz pro instruktory sebeobrany pro americké občany. Následně vychoval mnoho instruktorů Krav Maga v četných zemích pod záštitou izraelského ministerstva školství a Mezinárodní Federace Krav Maga.

### Působení v Krav Maga Global
V současnosti působí jako předseda a hlavní instruktor Krav Maga Global a vedoucí mezinárodní školy Krav Maga. V této funkci se stará o vývoj, definování a šíření systému.
Je absolventem školy pro trenéry a instruktory na Wingate Institutu pro sport a fyzickou přípravu a vystudovaným inženýrem (obor elektrické inženýrství). Během svého působení na Wingate Institute strávil roky trénováním příslušníků elitních jednotek a členů antiteroristických komand.
Od počátku 80. let školil různé skupiny. Mezi jeho žáky patří běžní civilisté, příslušníci vojenských jednotek, policejních oddílů, speciálních jednotek, SWAT teamů, a dalších bezpečnostních složek v Izraeli, Evropě, Jižní Americe a USA.
Navštěvuje často ČR, aby zde vedl semináře a testování instruktorů. Ředitelem české sekce Krav Maga Global jmenoval Jakuba Otipku.